# Henri Zuber

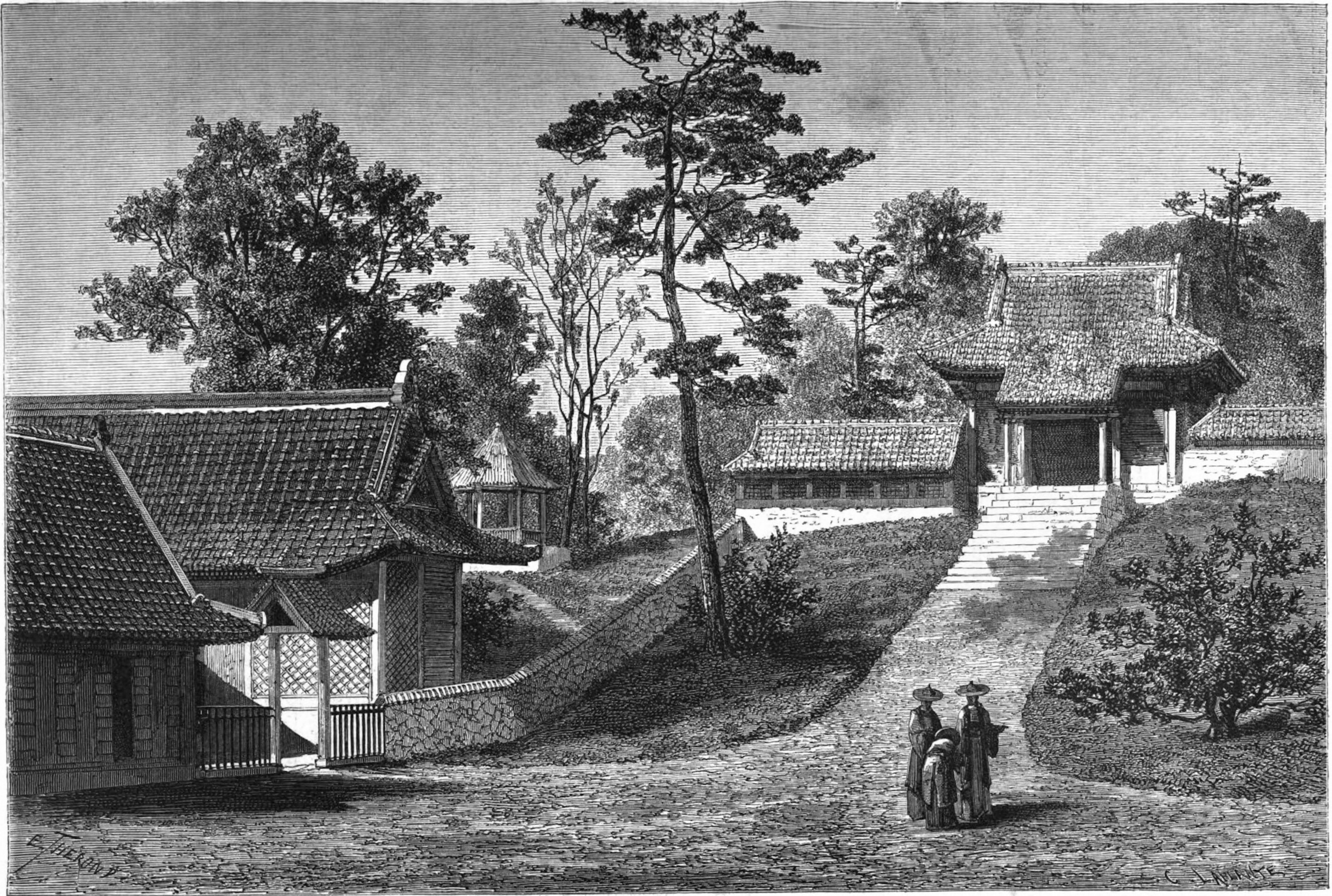
Henri Zuber, Yamoun du gouverneur à Kang-hoa, do Le Tour du monde: Nouveau journal des voyages, 1873

Jean Henri Zuber (Rixheim, 24 de junho de 1844 - Paris, 7 de abril de 1909) foi um pintor de paisagens francês. Ele nasceu em Rixheim, no Haut-Rhin departemento de Alsace. Ele serviu na marinha francesa de 1863 a 1868 e participou da campanha francesa contra a Coréia em 1866.

## Pintura
Zuber entrou no ateliê de Charles Gleyre em 1868 e foi admitido no Salon des artistes français em 1869. Em 1873, ele publicou um relato de suas experiências na Coréia, com suas próprias ilustrações, no periódico Hachette Le Tour du Monde.
Desde 1884, ele é listado como membro da Société d'aquarellistes français ou "sociedade francesa de aquarelistas".
Em 1886 foi feito cavaleiro da Légion d'honneur. 
Zuber morreu em Paris em 7 de abril de 1909.